# Dolichopus xanthopyga
Dolichopus xanthopyga är en tvåvingeart som beskrevs av Stackelberg 1930. Dolichopus xanthopyga ingår i släktet Dolichopus och familjen styltflugor. Inga underarter finns listade i Catalogue of Life.